# El Saguer de Pera
El Saguer de Pera és una masia de Montagut i Oix (Garrotxa) inclosa a l'Inventari del Patrimoni Arquitectònic de Catalunya.

## Descripció
El Seguer de Pera és la primera masia important que trobem al camí que des de la Vall del Bac porta cap a Pera i Oix. Està formada per diferents cossos d'edificis bastits en diferents moments constructius. La masia pròpiament dita és de planta rectangular i té un teulat a dues aigües amb els vessants vers les façanes principals. Disposa d'uns baixos destinats al bestiar que tenen unes petites obertures per garantir la ventilació. La planta d'habitatge té accés des de l'exterior gràcies a una escala de pedra. L'edifici també té un pis superior destinat a golfes. Al costat del mas hi ha una àmplia pallissa, de doble obertura que disposa de baixos i pis. El Seguer fou bastit amb pedra del país -poc treballada-, llevat dels carreus cantoners i dels que formen algunes de les obertures.
Altres edificis, avui en ruïnes, voltaven el mas.